# Spławy (gmina Józefów nad Wisłą)
Spławy – wieś w Polsce położona w województwie lubelskim, w powiecie opolskim, w gminie Józefów nad Wisłą.
| SIMC    | Nazwa    | Rodzaj    |
| ------- | -------- | --------- |
| 0382289 | Kurzajka | część wsi |

W latach 1975–1998 miejscowość administracyjnie należała do ówczesnego województwa lubelskiego.
W skład sołectwem Spławy wchodzi także wieś Graniczna. Według Narodowego Spisu Powszechnego z roku 2011 wieś liczyła 218 mieszkańców.

## Demografia
| Rok  | Liczba ludności | Uwagi                                                                  |
| ---- | --------------- | ---------------------------------------------------------------------- |
| 1998 | 239             | Dane NSP 1988 wg stanu jednostek terytorialnych na dzień 01.01.1998 r. |
| 2002 | 219             | W tym 105 mężczyzn i 114 kobiet.                                       |
| 2009 | 217             | W tym 97 mężczyzn i 120 kobiet.                                        |
| 2011 | 218             | W tym 104 mężczyzn i 114 kobiet.                                       |
| 2021 | 191             | W tym 89 mężczyzn i 102 kobiety.                                       |

W dniu 01.01.1998 r. w miejscowości znajdowało się 70 domów, natomiast 20 maja 2002 r. 68..
23 stycznia 1943 żandarmeria niemiecka dokonała egzekucji, rozstrzeliwując 8 osób za pomoc partyzantom.